# Амінт II
Амінт II (грец. Ἀμύντας Βʹ) — македонський цар, який правив у 393 — 392 до н. е.

## Життєпис
Був онуком царя Александра I. Він зміг заволодіти владою після вбивства царя Павсанія (Діодор, 14.89), повернувши трон династії Аргеадів. Незабаром після цього Амінт був убитий елімейським князем Дердою. Батько Амінти, Філіпп, був братом царя Пердікки II, який усунув Філіппа від влади.
Одрісський цар Сіталк у 429 до н. е. вторгся з Фракії в Македонію, щоб посадити Амінта на македонський престол. Македонці не мали сил протистояти величезному війську, частина їх закрилася у фортецях, частина перейшла до партизанської боротьби. Сіталк був змушений вивести армію з Македонії, оскільки виникли труднощі з утримуванням її на ворожій малонаселеній території, до того ж небезпечно було залишати без захисту власне царство, оточене войовничими племенами. Тільки через 35 років Амінт зміг зайняти трон, захоплений до того родом з Лінкестидів. Арістотель в книзі «„Політика“» згадує, що Амінт загинув від рук Дерда, удільного князя з Еліму, області у Верхній Македонії.
У цей смутний період часу існувала певна плутанина між кількома Амінтами: Амінтом II, сином Філіппа, Амінтом, сином царя Архелая і Амінтом III, сином Аррідея. Стародавні греки розрізняли людей з однаковими іменами по іменах батьків, і якщо ім'я батька опущено в тексті, нелегко розібратися хто є хто без зіставлення інших історичних документів. Діодор об'єднує в одну особу Амінта II і III; зустрічаються необґрунтовані твердження, що Амінт II був сином Архелая і саме його вбив Дерда. Якщо слідувати за Діодором то Амінт II (він же Амінт III, син Аррідея), правнук царя Александра I, убив Павсанія і царював 24 роки. Проте сучасні дослідження встановлюють такі родинні відносини: Філіпп, брат Пердікки II, був дідом Амінти II. Відповідно батьком останнього був Менелай. В свою чергу, син Амінти II - Аррідей - був батьком Амінти III. Іншими синами Амінти II були Архелай і Менелай. Його дружиною була Гігея, донька Архелая I, яку він видав саме за цього Амінту, а не за свого сина. Вказівка на шлюб доньки Архелая з одним з його синів має основу в тому, що Амінта II був названним сином Архелая. При цьому виникоа плутанина, оскільки тривалий час вважалося, що Гігея була дружиною Амінти III.